# قلعه کیشیوادا

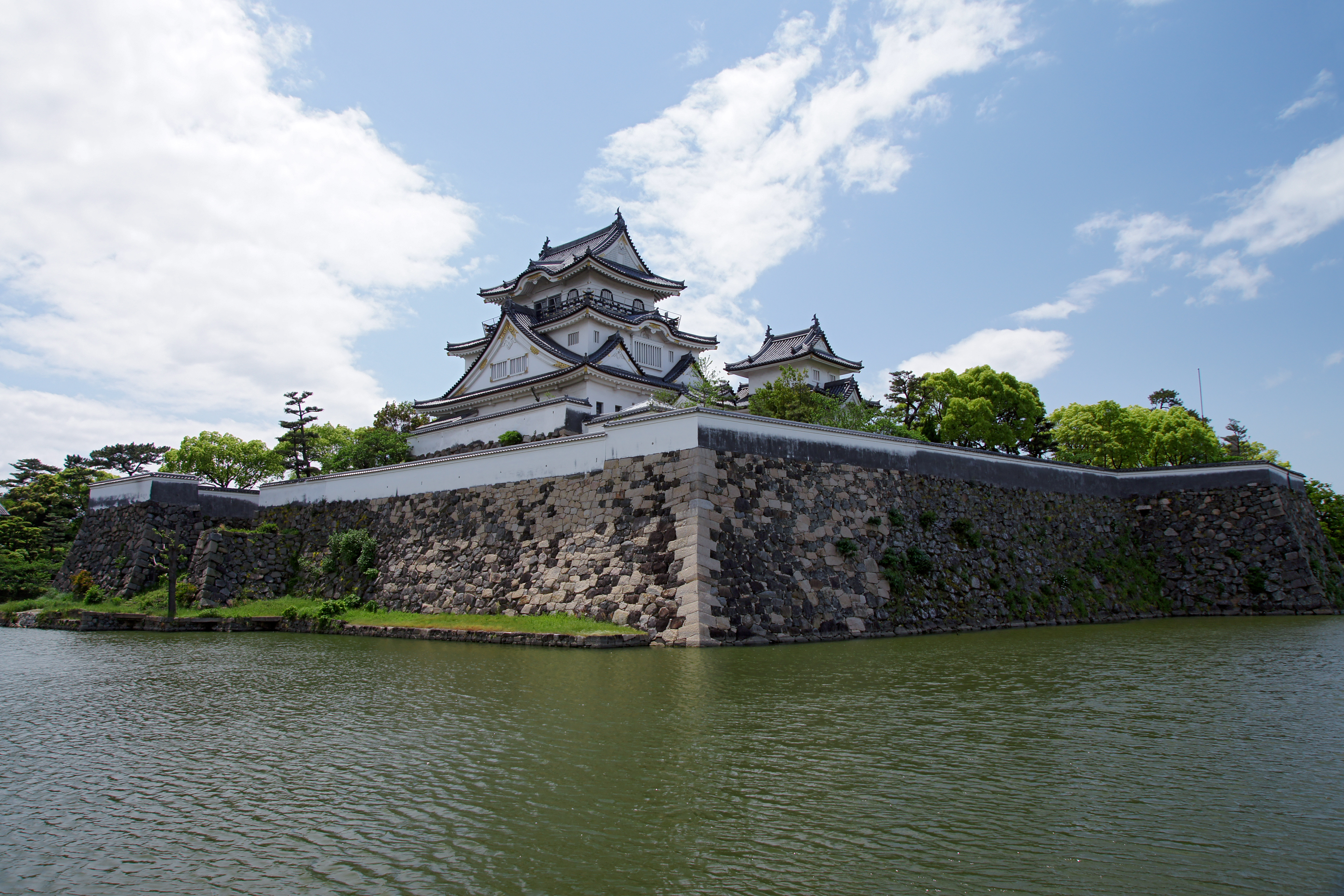
قلعه کیشیوادا

قلعه کیشیوادا (به ژاپنی: 岸和田城 Kishiwada-jō) یا قلعه چیکیری (به ژاپنی: 千亀利城 Chikiri-jō) یک قلعه ژاپنی است که در تاکاتسوکی، اوساکا قرار دارد. 